# Liste des entraîneurs du Standard de Liège
De 1912 à 2021, le Standard de Liège a été entraîné par cinquante-sept entraîneurs différents. Ils étaient de seize nationalités distinctes: vingt-trois Belges, six Français, cinq Néerlandais, trois Anglais, trois Yougoslaves, trois Croates, trois Serbes, deux Roumains, un Allemand, un Autrichien, un Luxembourgeois, un Hongrois, un Israélien, un Italien, un Portugais, un Sénégalais, un Slovène ainsi qu'un Norvégien. 
Sept d'entre eux ont mené le club au titre de champion de Belgique au moins une fois : 
André Riou (1958), Géza Kalocsay (1961), Gusti Jordan (1963 - Jean Prouff avait entamé la saison puis s'était retiré en décembre à la suite d'ennuis de santé), René Hauss (1969, 1970 et 1971), Raymond Goethals (1982 & 1983), Michel Preud'homme (2008) et Laszlo Bölöni (2009). "MPH" est le seul à avoir remporté ce titre avec le Standard à la fois en tant que joueur (1982 & 1983) et en tant que coach.
Ils sont également sept à se partager les huit victoires finales en Coupe de Belgique : 
André Riou (1954), Michel Pavic (1966 et 1967), Ernst Happel (1981), Arie Haan (1993), Dominique D'Onofrio (2011), Yannick Ferrera (2016) et Ricardo Sá Pinto (2018). Seul André Riou a donc remporté le Championnat et la Coupe, mais pas la même année. 
La Coupe de la Ligue Pro n'a quant à elle été remportée que par Cor Van Der Hart (1975).
La Supercoupe de Belgique est revenue au Standard à quatre reprises avec deux entraîneurs différents: Raymond Goethals (1981, 1983) et Laszlo Bölöni (2008 et 2009). 
Au niveau européen, c'est Goethals qui a conduit l'équipe le plus loin avec la finale en Coupe d'Europe des vainqueurs de coupe 1982.

## Liste des entraîneurs
Le tableau qui suit présente la liste des entraineurs du Standard de Liège, leur nationalité, leur date d'arrivée et de départ ainsi que leurs performances.
| Légende | Champion de Belgique                  |
| Légende | Vainqueur de la Coupe de Belgique     |
| Légende | Vainqueur de la Coupe de la Ligue Pro |

| Entraîneurs             | Pays        | De             | À              | Trophées et performances |
| ----------------------- | ----------- | -------------- | -------------- | --- |
| Charles Bunyan          | Angleterre  | juillet 1912   | juin 1916      | |
| Camille Van Hoorden     | Belgique    | juillet 1916   | juin 1922      | 1x Champion de Division 2 |
| Lamport                 | Angleterre  | juillet 1922   | juin 1924      | 2x Vice-champion de Belgique                                                                                                  |
| Percy Hartley I         | Angleterre  | juillet 1924   | juin 1930      | 2x Vice-champion de Belgique                                                                                                  |
| Maurice Grisard I       | Belgique    | juillet 1930   | juin 1932      | |
| Percy Hartley II        | Angleterre  | juillet 1932   | juin 1935      | |
| Jean Dupont I           | Belgique    | juillet 1935   | juin 1936      | 1x Vice-champion de Belgique                                                                                                  |
| Percy Hartley III       | Angleterre  | juillet 1936   | mars 1937      | |
| Emile Riff              | Belgique    | avril 1937     | novembre 1938  | |
| Jean Dupont II          | Belgique    | décembre 1938  | juin 1939      | |
| Maurice Grisard II      | Belgique    | juillet 1939   | juin 1940      | |
| René Dohet              | Belgique    | juillet 1940   | juin 1942      | |
| Fernand Wertz           | Belgique    | juillet 1942   | juin 1945      | |
| Marcelin Waroux         | Belgique    | juillet 1945   | juin 1950      | |
| Antoine Bassleer        | Belgique    | juillet 1950   | juin 1951      | |
| Maurice Grisard III     | Belgique    | juillet 1951   | juin 1953      | |
| André Riou              | France      | juillet 1953   | juin 1958      | 1x Champion de Belgique, 1x vainqueur de la Coupe de Belgique                                                                 |
| Géza Kalocsay           | Hongrie     | juillet 1958   | juin 1961      | 1x Champion de Belgique |
| Jean Prouff             | France      | juillet 1961   | décembre 1962  | 1x Champion de Belgique |
| Gusti Jordan            | France      | décembre 1962  | novembre 1964  | 1x Champion de Belgique, 1x Vice-champion de Belgique                                                                         |
| Michel Pavic I          | Yougoslavie | décembre 1964  | juin 1968      | 1x Vice-champion de Belgique, 2x vainqueur de la Coupe de Belgique, 1x finaliste de la Coupe de Belgique                      |
| René Hauss              | France      | juillet 1968   | juin 1973      | 3x Champion de Belgique, 1x Vice-champion de Belgique, 2x finaliste de Coupe de Belgique                                      |
| Vlatko Marković         | Yougoslavie | juillet 1973   | octobre 1973   | |
| Nedeljko Bulatović      | Yougoslavie | novembre 1973  | juin 1974      | |
| Cor Van Der Hart        | Pays-Bas    | juillet 1974   | décembre 1975  | 1x finaliste de la Coupe de la Ligue Pro, 1x vainqueur de la Coupe de la Ligue Pro                                            |
| Lucien Leduc            | France      | janvier 1976   | juin 1976      | |
| Maurice Lempereur       | Belgique    | janvier 1976   | juin 1976      | |
| Robert Waseige I        | Belgique    | juillet 1976   | juin 1979      | |
| Ernst Happel            | Autriche    | juillet 1979   | juin 1981      | 1x Vice-champion de Belgique, 1x vainqueur de la Coupe de Belgique                                                            |
| Raymond Goethals        | Belgique    | juillet 1981   | février 1984   | 2x Champion de Belgique, 2x vainqueur de la Supercoupe de Belgique, 1x finaliste de la Coupe d'Europe des vainqueurs de coupe |
| Léon Semmeling          | Belgique    | mars 1984      | juin 1984      | 1x finaliste de la Coupe de Belgique                                                                                          |
| Louis Pilot             | Luxembourg  | juillet 1984   | avril 1985     | |
| Michel Pavic II         | Yougoslavie | mai 1985       | juin 1987      | |
| René Desayere           | Belgique    | juillet 1987   | septembre 1987 | |
| Michel Pavic III        | Yougoslavie | octobre 1987   | mars 1988      | |
| Jef Vliers              | Belgique    | avril 1988     | juin 1988      | 1x finaliste de la Coupe de Belgique                                                                                          |
| Urbain Braems           | Belgique    | juillet 1988   | juin 1989      | 1x finaliste de la Coupe de Belgique                                                                                          |
| Georg Kessler           | Allemagne   | juillet 1989   | juin 1991      | |
| Arie Haan               | Pays-Bas    | juillet 1991   | décembre 1993  | 1x Vice-champion de Belgique, 1x vainqueur de la Coupe de Belgique                                                            |
| Rene Vandereycken       | Belgique    | janvier 1994   | juin 1994      | |
| Robert Waseige II       | Belgique    | juillet 1994   | juin 1996      | 1x Vice-champion de Belgique                                                                                                  |
| Jos Daerden             | Belgique    | juillet 1996   | juin 1997      | |
| Aad de Mos              | Pays-Bas    | juillet 1997   | octobre 1997   | |
| Daniel Boccar           | Belgique    | novembre 1997  | mars 1998      | |
| Luka Peruzovic          | Croatie     | avril 1998     | juin 1998      | |
| Tomislav Ivic I         | Croatie     | juillet 1998   | septembre 1999 | 1x finaliste de la Coupe de Belgique                                                                                          |
| Zelkjo Mijac            | Croatie     | octobre 1999   | décembre 1999  | |
| Jean Thissen            | Belgique    | janvier 2000   | avril 2000     | |
| Tomislav Ivic II        | Croatie     | mai 2000       | décembre 2000  | 1x finaliste de la Coupe de Belgique                                                                                          |
| Dominique D'Onofrio I   | Italie      | décembre 2000  | janvier 2001   | |
| Michel Preud'homme I    | Belgique    | janvier 2001   | juin 2002      | |
| Robert Waseige III      | Belgique    | juin 2002      | octobre 2002   | |
| Dominique D'Onofrio II  | Italie      | octobre 2002   | juin 2006      | 1x Vice-champion de Belgique                                                                                                  |
| Johan Boskamp           | Pays-Bas    | juillet 2006   | septembre 2006 | |
| Michel Preud'homme II   | Belgique    | septembre 2006 | juin 2008      | 1x Champion de Belgique, 1x finaliste de la Coupe de Belgique                                                                 |
| Laszlo Bölöni           | Roumanie    | juillet 2008   | février 2010   | 1x Champion de Belgique, 2x vainqueur de la Supercoupe de Belgique                                                            |
| Dominique D'Onofrio III | Italie      | février 2010   | mai 2011       | 1x Vice-champion de Belgique, 1x vainqueur de la Coupe de Belgique                                                            |
| José Riga I             | Belgique    | juin 2011      | mai 2012       | |
| Ron Jans                | Pays-Bas    | juin 2012      | octobre 2012   | |
| Mircea Rednic           | Roumanie    | oct. 2012      | mai 2013       | |
| Guy Luzon               | Israël      | mai 2013       | octobre 2014   | 1x Vice-champion de Belgique                                                                                                  |
| Ivan Vukomanović        | Serbie      | octobre 2014   | février 2015   | |
| José Riga II            | Belgique    | février 2015   | juin 2015      | |
| Slavo Muslin            | Serbie      | juin 2015      | août 2015      | |
| Yannick Ferrera         | Belgique    | septembre 2015 | septembre 2016 | 1x Vainqueur de la Coupe de Belgique                                                                                          |
| Aleksandar Janković     | Serbie      | septembre 2016 | avril 2017     | |
| José Jeunechamps        | Belgique    | avril 2017     | juin 2017      | |
| Ricardo Sá Pinto        | Portugal    | juin 2017      | mai 2018       | 1x Vainqueur de la Coupe de Belgique, 1x Vice-champion de Belgique                                                            |
| Michel Preud'homme III  | Belgique    | juin 2018      | juin 2020      | |
| Philippe Montanier      | France      | juin 2020      | décembre 2020  | |
| Mbaye Leye              | Sénégal     | décembre 2020  | octobre 2021   | 1x finaliste de la Coupe de Belgique                                                                                          |
| Luka Elsner             | Slovénie    | octobre 2021   | avril 2022     | |
| Ronny Deila             | Norvège     | juin 2022      | mai 2023       | |
| Carl Hoefkens           | Belgique    | juin 2023      | décembre 2023  | |
| Ivan Leko               | Croatie     | janvier 2024   | juin 2025      | |
| Mircea Rednic II        | Roumanie    | juin 2025      |                | |

## Sources
- « Les entraîneurs du Standard de Liège »(Archive.org • Wikiwix • Archive.is • Google • Que faire ?), sur Standard.be, Royal Standard de Liège, cop. 1996-2008 (consulté le 15 mars 2010)
- « Les entraîneurs du Standard (liste) »(Archive.org • Wikiwix • Archive.is • Google • Que faire ?), sur Standard.be, Royal Standard de Liège, cop. 1996-2008 (consulté le 15 mars 2010)